# Das Grauen von Dunwich
The Dunwich Horror ist eine Kurzgeschichte des amerikanischen Schriftstellers H.P. Lovecraft, die erstmals 1929 in Weird Tales veröffentlicht wurde. Die Geschichte spielt in der fiktiven Stadt Dunwich in Massachusetts und folgt den unheimlichen Ereignissen um die Familie Whateley.

## Inhalt
Lavinia Whateley lebt mit ihrem Vater, dem alten Whateley, in einem alten, verfallenen Bauernhaus außerhalb von Dunwich. Eines Tages wird die junge Frau unerwartet schwanger, ohne dass der Vater bekannt ist. Wilbur Whateley, so der Name des Kindes, wächst unnatürlich schnell heran, so kann er bereits mit 11 Monaten sprechen und mit 10 Jahren hat er Aussehen und Verhalten eines Erwachsenen. Er zeigt ein unheimliches Interesse für okkultes Wissen, das von seinem Großvater gefördert wird. Während er heranwächst, geschehen unheimliche Dinge, die die Bewohner beunruhigen. So stellen sie fest, dass die Whateleys beginnen, ständig neue Rinder zu kaufen, ohne dass es jedoch mehr werden. Außerdem sehen die Tiere merkwürdig blutleer und kränklich aus. Auch berichten die Leute von nächtlichen Geräuschen von den umliegenden Hügeln und von unterirdischem Rumpeln.

Die Bewohner des Dorfes wissen nicht, dass Wilbur und sein Großvater ein Geheimnis hüten. Sie haben in ihrem Haus ein Wesen versteckt, das mit Yog-Sothoth und Wilburs eigentlichem Vater in Verbindung steht. Da das Wesen ständig wächst, sind Wilbur und sein Großvater ständig damit beschäftigt, ihr Haus umzubauen, um Platz für das Wesen zu schaffen. Kurz bevor sein Großvater stirbt, fordert er Wilbur auf, mit Hilfe des Necronomicons die Tore zu Yog-Sothoth zu öffnen und „es“ regelmäßig zu füttern. Nachdem sein Großvater verstorben und seine Mutter aus unerklärlichen Gründen verschwunden ist, beginnt Wilbur, das alte Bauernhaus erneut umzugestalten.

Da Wilbur nur eine englische Ausgabe mit fehlenden Seiten hat, bemüht er sich in verschiedenen Bibliotheken weltweit um eine lateinische Ausgabe des Buches. Letztlich wird er in der Bibliothek der Miskatonic-Universität von Arkham fündig. Henry Armitage, der Bibliothekar der Universität, weigert sich jedoch, ihm das Buch auszuleihen, da er um die Gefahren weiß, die darin lauern. Wilbur, der verzweifelt versucht, an das Buch zu kommen, bricht schließlich in die Bibliothek ein, wird aber von einem Wachhund tödlich verletzt. Der sterbende Wilbur wird von Dr. Henry Armitage und seinen beiden Kollegen Prof. Warren Rice und Dr. Francis Morgan gefunden. Der Hund hat ihm die Kleider vom Leib gerissen, so dass sie Wilburs monströsen, unförmigen Körper sehen: Halb Mensch, halb Tier, mit schuppiger Haut oberhalb der Taille und darunter grünlich-grauen Tentakeln, die mit ihren roten Saugnäpfen aus seinem Unterleib ragen.

Nach seinem Tod beginnt der eigentliche Horror der Geschichte. Zurück in Dunwich ist das Wesen im Bauernhaus mittlerweile so groß geworden, dass es nicht mehr im Haus gefangen gehalten werden kann. Das unsichtbare Wesen hinterlässt eine Schneise der Verwüstung auf seinem Weg durch Wald und Felder und lässt Myriaden von Fußabdrücken zurück, die denen einer Herde von Elefanten ähneln. Schließlich begibt sich das Monster in bewohntes Gebiet, terrorisiert Dunwich mehrere Tage lang und tötet zwei Familien und mehrere Polizisten. In ihrer Not wenden sich die Bewohner an die örtliche Presse, die jedoch lediglich eine Randbemerkung veröffentlicht.

Unterdessen kann Henry Armitage das verschlüsselte Tagebuch von Wilbur Whateley entziffern. Dadurch erfährt er von Wilburs Absichten, eine Rasse von schrecklichen Wesen aus einer anderen Dimension zu beschwören, die alles Leben auf der Erde auszulöschen droht. Als Armitage von den Vorgängen in Dunwich erfährt, beginnt er mit einem gründlichen Studium des Necronomicons in der Hoffnung, etwas zu entdecken, womit sich das Wesen bezwingen lässt. Schließlich begibt sich Henry Armitage mit seinen beiden Kollegen Warren Rice und Francis Morgan nach Dunwich. Während sie das Wesen auf dem Sentinel-Hügel stellen, werden sie von den Dorfbewohnern mit einem Teleskop beobachtet. Dr. Armitage gelingt es, nah genug heranzukommen, um es mit Hilfe des Pulvers von Ibn Ghazi kurzzeitig sichtbar zu machen. Die drei Männer beginnen mit einem Bannritual, woraufhin das Wesen zunächst in einer fremden Sprache und schließlich in Englisch seinen Vater Yog-Sothoth um Hilfe ruft. Doch es nützt nichts, das Wesen wird von einem gewaltigen Blitz getroffen, der es vernichtet.

## Charaktere

### Der alte Whateley
Der alte Whateley ist der Vater von Lavinia. Da er als Zauberer bekannt ist, der in den Hügeln seltsame Rituale durchführt, wird er von den Bewohnern der Stadt mit Angst und Abscheu betrachtet.

### Lavinia Whateley
Sie ist die Tochter des Alten Whateley. Sie wird als ein missgestaltete, unattraktiver Albino beschrieben. Sie ist als Einzelgängerin bekannt und unternimmt bei Gewitter gerne Wanderungen in den Hügeln um Dunwich. Obwohl Lavinia keine Schulbildung besitzt, kann sie sich durch die Lektüre aller Bücher, die sich im Besitz ihrer Familie befinden, ein okkultes Wissen aneignen. Im Alter von 35 Jahren wird sie schwanger. In der Folge bringt sie 1913 zwei Kinder zur Welt. Im Sommer 1927 verschwindet sie aus unbekannten Gründen.

### Wilbur Whateley
Wilbur ist das Kind von Lavinia Whateley und Yog-Sothoth. Er soll in die Fußstapfen seines Großvaters, des alten Whateley, treten und Riten auf den Hügeln um Dunwich abhalten. Trotz seines schlechten Rufs bei den Einwohnern der Stadt erlangt er einige Anerkennung als Gelehrter für okkultes Wissen. Er stirbt bei einem gescheiterten Versuch, eine Kopie des Necronomicon aus der Miskatonic-Universität zu stehlen.

### Henry Armitage
Er ist der Bibliothekar der Universitätsbibliothek. Zusammen mit seinen Kollegen kann er das Monster mit Hilfe magischer Riten, die er aus dem Necronomicon gelernt hat, vernichten.

## Kritik
Das Hauptthema in „The Dunwich Horror“ ist Lovecrafts Überzeugung, dass die älteste und stärkste Angst der Menschheit die Angst vor dem Unbekannten ist. Dieses Thema entfaltet sich langsam im Laufe der Geschichte. S.T. Joshi hält Lovecrafts Charakterisierung in der Geschichte für ausgesprochen ungeschickt. Außerdem habe er es hier fertiggebracht, eine Geschichte über Gut und Böse zu schreiben, entgegen seiner üblichen Ansicht, dass solche Überlegungen in der Literatur philosophisch naiv und ermüdend banal seien.
Burleson ist so verärgert über den „Gut-gegen-Böse“-Konventionalismus von „The Dunwich Horror“, dass er die Vermutung aufstellt, Lovecraft habe die Geschichte als spöttische Herablassung gegenüber Farnsworth Wright und der Weird-Tales-Leserschaft geschrieben. Dafür gibt es jedoch keinen Beweis im Gegenteil, Lovecraft selbst hielt die Geschichte für „so teuflisch, dass Wright es nicht wagen könnte, sie zu drucken“.
Über die Auflösung der Geschichte schreibt Burleson, dass der Leser es unerträglich kitschig finden könnte, wenn Armitage und seine Kollegen das Monster bergauf verfolgen. Sicherlich sind einige Passagen unverhohlen parodistisch, wie z. B. der Ausruf des Monsters: "Help Father Father Yog-Sothoth". Man erwartet fast, dass darauf ein "Warum hast du mich verlassen?" folgt, denn die Szene ist eindeutig eine Parodie auf die Kreuzigung Jesu Christi.
Lovecraft selbst sagt dazu in einem Brief an Clark Ashton Smith vom 7. November 1930: Wann immer eine phantastische Erzählung einen Schrecken einführt, der, wenn er unkontrolliert bliebe, in Kürze überall auf der Erde auffallend sichtbare Ergebnisse hervorbringen würde, ist es notwendig zu erklären, warum diese Ergebnisse nicht eingetreten sind - kurz gesagt, es ist notwendig, die volle Wirkung der Sache zu kontrollieren.